# هواگرد شناسایی

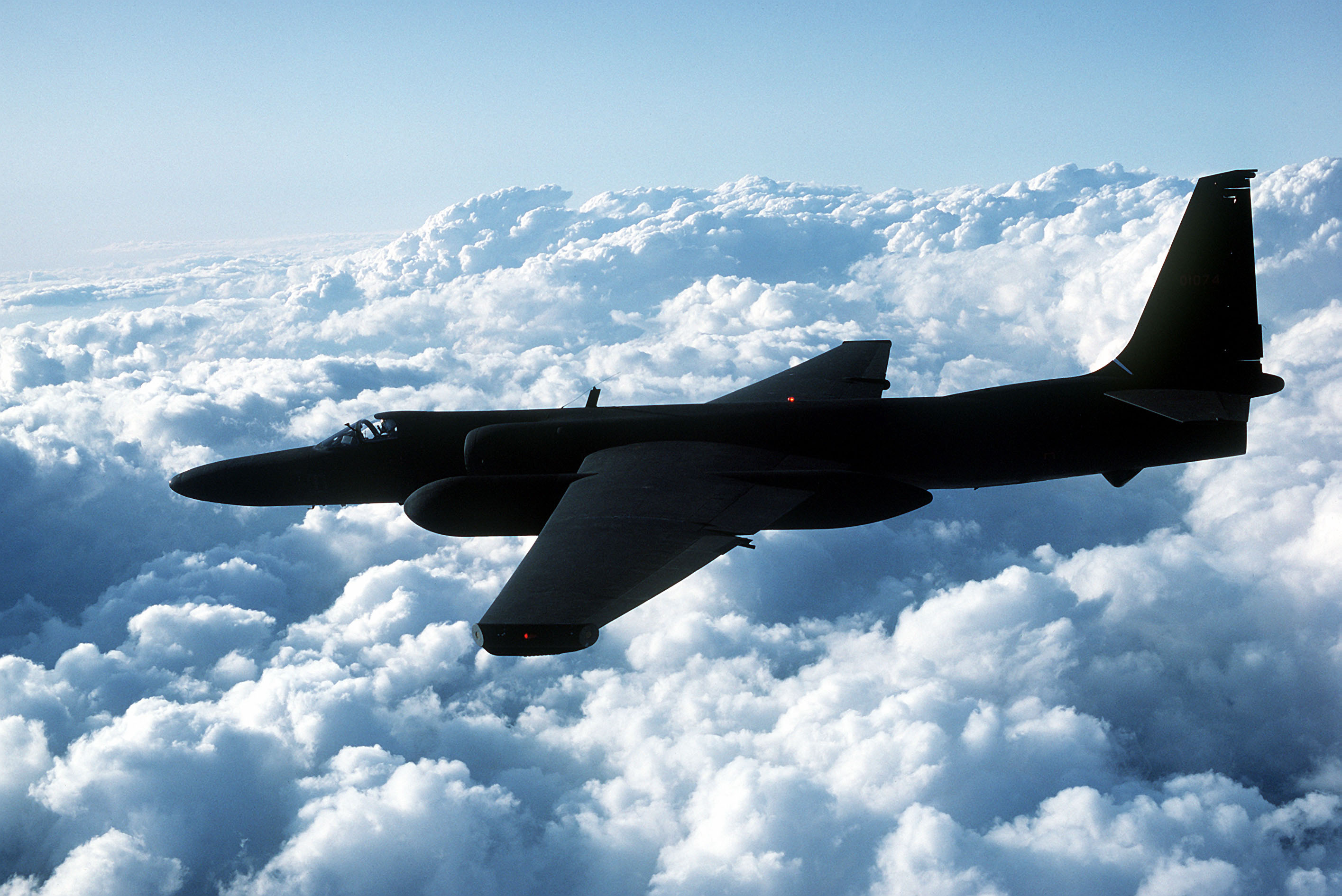
لاکهید یو-۲

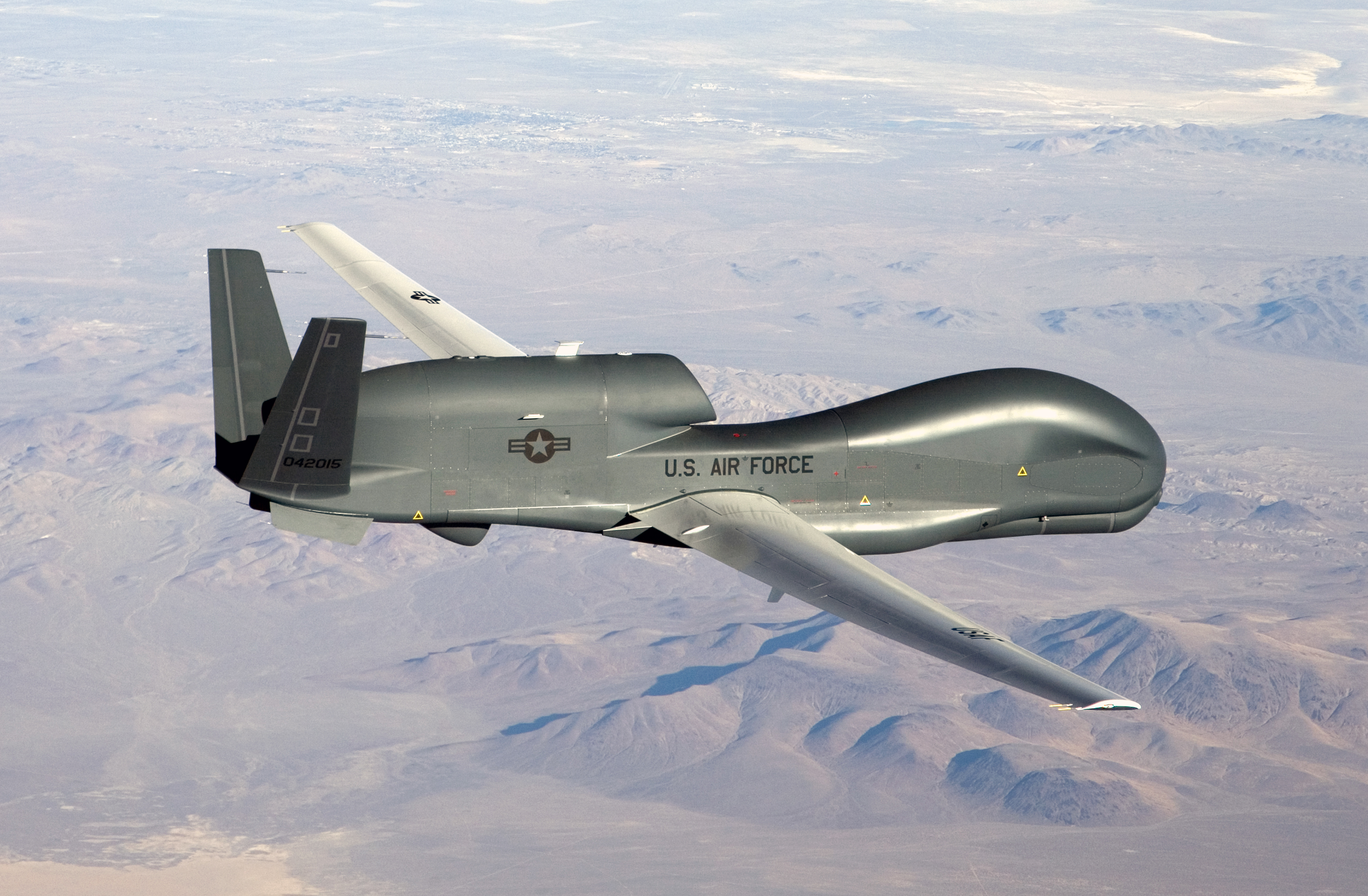
پهپاد نورثروپ گرومن آر کیو-۴ گلوبال هاوک

هواگرد شناسایی به هواگرد (هواپیما و سایر وسایل پرنده) گفته می‌شود که ماموریت‌های شناسایی شامل تصویربرداری و جاسوسی سیگنال را انجام می‌دهد.
هواپیماهای شناسایی معمولاً فاقد مهمات هستند. برخی از هواپیماهای شناسایی همچون لاکهید یو-۲ یا اس‌آر-۷۱ از ابتدا برای انجام ماموریت‌های شناسایی طراحی شده‌اند اما بسیاری از آن‌ها مدل‌های مخصوصی از هواپیماهای دیگر به ویژه جنگنده‌ها هستند که به جای تسلیحات و تجهیزات هدف‌گیری از دوربین‌ها، رادارها و حسگرهای تصویربرداری، عکس‌برداری و دمانگاری استفاده می‌کنند.